# Slätsporigt stjärnskinn
Slätsporigt stjärnskinn (Asterostroma laxum) är en svampart som beskrevs av Bres. 1920. Slätsporigt stjärnskinn ingår i släktet Asterostroma och familjen Lachnocladiaceae.  Arten är reproducerande i Sverige. Inga underarter finns listade i Catalogue of Life.